# امیلی دونوان
امیلی دونوان (انگلیسی: Emily Donovan؛ زادهٔ ۱۶ فوریهٔ ۱۹۹۷) بازیکن فوتبال اهل انگلستان است که در پست هافبک برای ویمبلدون در لیگ ملی زنان انگلستان بازی می‌کند.
او پس از ورود به تیم جوانان در یوویل تون، اولین قرارداد خود را با این باشگاه در سال ۲۰۱۵ امضا کرد.